# Загорица над Камником
Загорица над Камником (словен. Zagorica nad Kamnikom) је насељено место у општини Камник, Средњесловенска регија, Словенија.

## Историја
До територијалне реорганизације у Словенији била је у саставу старе општине Камник.

## Становништво
У попису становништва из 2011. Загорица над Камником је имала 159 становника.
| Број становника према пописима | Број становника према пописима | Број становника према пописима |
| ------------------------------ | ------------------------------ | ------------------------------ |
| 1991                           | 2002                           | 2011                           |
| 129                            | 155                            | 159                            |

Напомена: До 1953. исказивано под именом Загорица.

## Галерија
- улаз у насеље
- пејзаж